# اوزن‌گیلی (بایبورد)
اوزن‌گیلی {{ترکی|Üzengili) (به کردی: Aşxenas) یک منطقهٔ مسکونی در ترکیه است که در بایبورد واقع شده‌است. اوزن‌گیلی ۱۶۴ نفر جمعیت دارد.